# Peter Sobotta
Peter Sobotta (Zabrze; 11 de enero de 1987) es un artista marcial mixto alemán que compitió en la división de peso wélter del Ultimate Fighting Championship (UFC). Competidor profesional desde 2004, Sobotta también ha competido anteriormente para KSW.

## Primeros años
Peter Sobotta nació en Zabrze, Polonia el 11 de enero de 1987 y creció en la pequeña ciudad de Balingen, en Alemania. Su héroe de la infancia fue Jackie Chan, quien lo inspiró a dedicarse a las artes marciales, comenzando con el judo y luego con el Kung-fu y el Taekwondo. Luego tomó muay thai y jiu-jitsu brasileño cuando abrió una escuela de MMA cerca de su ciudad natal.

## Carrera de artes marciales mixtas
Sobotta tuvo su primera pelea profesional de artes marciales mixtas a la edad de 17 años y compiló un récord de 8-1, compitiendo por varias promociones regionales en toda Europa antes de firmar con UFC en 2009.

### Ultimate Fighting Championship

#### Primera etapa
Sobotta hizo su debut promocional el 13 de junio de 2009 en UFC 99 contra Paul Taylor. Después de tres rondas, Sobotta perdió la pelea por decisión unánime.
Sobotta estaba programado para tener su segunda pelea de UFC contra DaMarques Johnson el 14 de noviembre de 2009 en UFC 105, pero debido a un compromiso militar del mismo Sobotta, la pelea fue cancelada.
En cambio, Sobotta luchó contra James Wilks el 12 de junio de 2010 en UFC 115, perdiendo por decisión unánime (30–27, 30–28, 30–27).
Sobotta luego se enfrentó al ganador de The Ultimate Fighter 7, Amir Sadollah, el 13 de noviembre de 2010 en UFC 122. Perdió la pelea por decisión unánime y posteriormente fue liberado de la promoción.

#### Segunda etapa
Después de tres años en el circuito independiente, Sobotta volvió a firmar con UFC.
Sobotta se enfrentó al recién llegado Pawel Pawlak en UFC Fight Night 41 el 31 de mayo de 2014. Sobatta ganó la pelea decisión unánime, la cual fue su primera victoria en UFC.
Se esperaba que Sobotta enfrentara a Sérgio Moraes el 11 de abril de 2015 en UFC Fight Night 64. Sin embargo, fue obligado a abandonar la pelea, citando una lesión, y fue reemplazado por Gasan Umalatov.
La pelea con Moraes fue reprogramada para el 20 de junio de 2015 en UFC Fight Night 69. El 9 de junio, la pelea fue descartada una vez más cuando Moraes se retiró por razones no reveladas. Fue reemplazado por Steve Kennedy. Sobotta ganó la pelea por sumisión en el primer asalto.
Sobotta se enfrentó a Kyle Noke el 15 de noviembre de 2015 en UFC 193. Perdió la pelea por nocaut técnico en el primer asalto, luego de ser derribado con una patada al cuerpo, seguida de puñetazos en el suelo.
Se esperaba que Sobotta enfrentara a Dominic Waters el 8 de mayo de 2016 en UFC Fight Night 87. Sin embargo, se retiró de la pelea a fines de marzo, citando una lesión, y fue reemplazado por Leon Edwards.
Sobotta se enfrentó a Nicolas Dalby el 3 de septiembre de 2016 en UFC Fight Night 93. Ganó la pelea por decisión unánime.
Sobotta se enfrentó a Ben Saunders el 28 de mayo de 2017 en UFC Fight Night 109. Ganó la pelea por nocaut técnico en el segundo asalto.
Sobotta se enfrentó a Leon Edwards el 17 de marzo de 2018 en UFC Fight Night 127. Perdió la pelea por nocaut técnico en el tercer asalto.
Sobotta estaba programado para enfrentar a Alessio Di Chirico en una pelea de peso mediano el 28 de septiembre de 2019 en UFC on ESPN+ 18. Sin embargo, Sobotta se vio obligado a abandonar la pelea debido a una lesión no revelada, y fue reemplazado por Makhmud Muradov.
Sobotta se enfrentó a Alex Oliveira el 26 de julio de 2020 en UFC on ESPN 14. Perdió la pelea por decisión unánime.
Tras la última pelea de su contrato, Sobotta anunció su retiro como peleador.

## Vida personal
Sobotta nació en Polonia, pero creció en Alemania. Eligió usar la bandera de Jamaica en su pesaje para UFC Fight Night: Arlovski vs. Barnett, a pesar de su doble ciudadanía en ambos países europeos. Explicó en la conferencia de prensa posterior a la pelea que la razón por la que eligió usar la bandera de Jamaica fue para enviar el mensaje "One Love" al mundo.
El 9 de diciembre de 2017, Sobotta se casó con su esposa Lisa Sobotta y tienen dos hijos.

## Récord en artes marciales mixtas
| Resultado     | Récord   | Oponente               | Método                              | Evento                                   | Fecha                    | Ronda | Tiempo | Localización     | Notas                          |
| ------------- | -------- | ---------------------- | ----------------------------------- | ---------------------------------------- | ------------------------ | ----- | ------ | ---------------- | ------------------------------ |
| Derrota       | 17-7 (1) | Alex Oliveira          | Decisión (unánime)                  | UFC on ESPN: Whittaker vs. Till          | 26 de julio de 2020      | 3     | 5:00   | Abu Dabi         |                                |
| Derrota       | 17-6 (1) | Leon Edwards           | TKO (golpes)                        | UFC Fight Night: Werdum vs. Volkov       | 17 de marzo de 2018      | 3     | 4:59   | Londres          |                                |
| Victoria      | 17-5 (1) | Ben Saunders           | TKO (puñetazos y rodillazo)         | UFC Fight Night: Gustafsson vs. Teixeira | 28 de mayo de 2017       | 2     | 2:29   | Estocolmo        |                                |
| Victoria      | 16-5 (1) | Nicolas Dalby          | Decisión (unánime)                  | UFC Fight Night: Arlovski vs. Barnett    | 3 de septiembre de 2016  | 3     | 5:00   | Hamburgo         |                                |
| Derrota       | 15-5 (1) | Kyle Noke              | TKO (patadas al cuerpo y puñetazos) | UFC 193                                  | 15 de noviembre de 2015  | 1     | 2:01   | Melbourne        |                                |
| Victoria      | 15-4 (1) | Steve Kennedy          | Sumisión (rear-naked choke)         | UFC Fight Night: Jędrzejczyk vs. Penne   | 20 de junio de 2015      | 1     | 2:57   | Berlin           |                                |
| Victoria      | 14-4 (1) | Pawel Pawlak           | Decisión (unánime)                  | UFC Fight Night: Muñoz vs. Mousasi       | 31 de mayo de 2014       | 3     | 5:00   | Berlin           |                                |
| Victoria      | 13-4 (1) | Tamirlan Dadaev        | Sumisión (rear-naked choke)         | R2F: Casino Fight Night 3                | 10 de noviembre de 2012  | 2     | 1:10   | Erfurt           |                                |
| Victoria      | 12-4 (1) | Mustafa Asmaoui        | Sumisión (rear-naked choke)         | R2F: Casino Fight Night 3                | 10 de noviembre de 2012  | 1     | 3:36   | Erfurt           |                                |
| Victoria      | 11-4 (1) | Branimir Radosavljevic | Sumisión (rear-naked choke)         | R2F: Casino Fight Night 3                | 10 de noviembre de 2012  | 1     | 0:35   | Erfurt           |                                |
| Victoria      | 10-4 (1) | Juan Manuel Suárez     | Sumisión (rear-naked choke)         | MMA Attack 2                             | 27 de abril de 2012      | 1     | 2:18   | Katowice         |                                |
| Victoria      | 9-4 (1)  | Marius Panin           | Sumisión (rear-naked choke)         | Eurogames MMA Sports                     | 24 de marzo de 2012      | 1     | 1:20   | Iași             |                                |
| Sin resultado | 8-4 (1)  | Borys Mańkowski        | Empate (volcado)                    | MMA Attack                               | 5 de noviembre de 2011   | 3     | 3:00   | Varsovia         | Resultado anulado por ascenso. |
| Derrota       | 8-4      | Amir Sadollah          | Decisión (unánime)                  | UFC 122                                  | 13 de noviembre de 2010  | 3     | 5:00   | Oberhausen       |                                |
| Derrota       | 8-3      | James Wilks            | Decisión (unánime)                  | UFC 115                                  | 12 de junio de 2010      | 3     | 5:00   | Vancouver        |                                |
| Derrota       | 8-2      | Paul Taylor            | Decisión (unánime)                  | UFC 99                                   | 13 de junio de 2009      | 3     | 5:00   | Colonia          |                                |
| Victoria      | 8-1      | Kerim Abzailow         | TKO (golpes)                        | KSW Extra                                | 13 de septiembre de 2008 | 3     | 1:12   | Dąbrowa Górnicza |                                |
| Victoria      | 7-1      | Dominique Stetefeld    | Sumisión (triangle choke)           | Free Fight Association                   | 12 de julio de 2008      | 1     | 4:38   | Erfurt           |                                |
| Victoria      | 6-1      | Simon Fiess            | TKO (golpes)                        | Free Fight Association                   | 12 de julio de 2008      | 1     | 0:38   | Erfurt           |                                |
| Victoria      | 5-1      | Robin Dutry            | Sumuisión (armbar)                  | Outsider Cup 9                           | 14 de junio de 2008      | 1     | 1:11   | Bielefeld        |                                |
| Derrota       | 4-1      | Nelson Siegert         | Sumisión (puñetazos)                | FFC: Battle for the Belt                 | 15 de octubre de 2006    | 2     | 4:55   | Leipzig          |                                |
| Victoria      | 4-0      | Hendrik Nitzsche       | TKO (golpes)                        | FFC: Battle for the Belt                 | 15 de octubre de 2006    | 1     | 3:15   | Leipzig          |                                |
| Victoria      | 3-0      | Peter Micuch           | TKO (golpes)                        | FFC: Heaven or Hell                      | 23 de abril de 2006      | 1     | 3:15   | Leipzig          |                                |
| Victoria      | 2-0      | Peter Salzgeber        | Sumisión (rear-naked choke)         | UCS: Fighting Day 2                      | 19 de noviembre de 2005  | 1     | 0:33   | Geislingen       |                                |
| Victoria      | 1-0      | Christian Bruckner     | Sumisión (armbar)                   | Free Fight Championship                  | 24 de octubre de 2004    | 1     | 1:00   | Leipzig          |                                |